# 옥천초등학교 (전남)
옥천초등학교는 대한민국 전라남도 해남군 옥천면 영춘리에 있는 공립 초등학교이다.

## 학교 연혁
- 1922년 4월 20일 사립 옥천학술강습소 설립
- 1926년 4월 19일 옥천공립보통학교 개교
- 1938년 4월 1일 교명 변경 (옥천공립심상소학교)
- 1941년 4월 1일 교명 변경 (옥천공립국민학교)
- 1994년 3월 1일 옥천동국민학교 통폐합
- 1996년 3월 1일 옥천초등학교로 교명 변경
- 1999년 3월 1일 옥천북초등학교 통폐합
- 2020년 2월 7일 제91회 15명 졸업(누계 8677명)
- 2020년 9월 1일 제34대 이경희 교장 부임
- 2021년 1월 14일 제92회 12명 졸업(누계 8689명)
- 2021년 9월 1일 제35대 이선종 교장 부임

## 참고 자료
- 옥천초등학교 - 한국교육학술정보원 학교알리미